# Регістр команд
Регістр команд (англ. Instruction Register - IR) — складова частина процесора, що відповідає за приймання та збереження двійкового коду команди впродовж машинного циклу, поки вона не буде виконана чи дешифрована. У простих мікроконтролерах необхідності в цьому функціональному блоці немає, проте в складних обчислювальних пристроях, що містять конвеєр команд, інструкції можуть перебувати на різному етапі виконання, тому виникає потреба їх зберігати.

## Принцип функціонування
Згідно з принципом програмного керування, кожна команда процесора записується в оперативній пам'яті комп'ютера у вигляді машинних слів, що містять у собі код операції та інформацію про операнди. Коли команда має бути виконана, вона проходить такі етапи:
1. Вибірка, під час якої до регістра команди завантажується її код.
2. Розпакування, коли визначається, чи є команда однобайтовою, чи складається з кількох, визначається місцезнаходження операндів.
3. Виконання операції.
4. Формування адреси наступної команди та збереження результатів, наприклад, в АЛП.

Більшість сучасних процесорів виконують їх паралельно, а вихід регістра команди використовують для створення сигналів контролю мікросхем керування, що використовуються у процесі виконання інструкції.